# لیبخاوی
لیبخاوی (به چکی: Libchavy) یک منطقهٔ مسکونی در جمهوری چک است که در ناحیه اوستی ناد اورلیتسی واقع شده‌است. لیبخاوی ۲۲٫۱۱ کیلومتر مربع مساحت و ۱٬۷۱۵ نفر جمعیت دارد و ۳۴۵ متر بالاتر از سطح دریا واقع شده‌است.